# Elaquístids
Els elaquístids (Elachistidae) són una família de lepidòpters ditrisis de la superfamília dels gelequioïdeus (Gelechioidea). Inclou 3.201 espècies de petites arnes repartides en vuit subfamílies.
La majoria d'aquestes arnes semblen estar a prop de les Oecophorinae i, hi ha llistes on estan incloses a les Oecophoridae.
En conseqüència, les Elachistidae són essencialment idèntiques a la subfamília Elachistinae en l'amplia circumscripció de la família. No obstant això, un nombre considerable de gèneres romanen en la família actual, i eventualment és probable que es tornin a establir subdivisions (per exemple, al plantejar una o tota la tribu es proposa per a l'antiga Elachistinae l'estatus de la subfamília).
S'ha proposat una reducció significativa dels gèneres, a partir de l'actual de 20 gèneres a 3. La proposta es va fer amb la premissa de diverses classificacions distintives, totes elles sinapomorfes. Aquests inclouen la grandària genital i la presència de segments de dits abdominals adults sense espines dorsals, absència de palpitacions maxil·lars i sutura frontalclical i segments abdominals immadurs en pupes i larves. Diverses tribus es van considerar dins de la proposició, amb la majoria de diferenciació procedent de l'estructura genital.
En la descripció moderna i reduïda, les Elachistidae són petites (generalment al voltant d'1 cm). Les seves ales semblen plomes a causa del cabell fi que cobreix les arestes de les ales, i les parts posteriors es poden reduir significativament a la zona, essencialment formada per una petita franja amb un serrell ample. Les erugues solen ser miners de les fulles o miners del tronc en plantes poals.

## Gèneres
Els gèneres d'Elachistidae són:
- Elachistinae
  - Elachista
  - Eretmograptis Meyrick, 1938
  - Mylocrita Meyrick, 1922
  - Myrrhinitis Meyrick, 1913
  - Perittia Stainton, 1854
  - Stephensia Stainton, 1858
  - Urodeta Stainton, 1869

Diversos petits gèneres d'alguns autors aquí s'inclouen a Elachista, ja que d'altra manera podrien no ser monofiletic. Aeolanthes també pot pertànyer aquí, com l'únic gènere d'una subfamília Aeolanthinae. Possiblement també s'inclou l'espècie peruana Auxotricha ochrogypsa, descrita per Edward Meyrick en 1931 com a únic membre del seu gènere.
- Parametriotinae Capuse, 1971
- Agonoxeninae Meyrick, 1925 (alternatively treated as a separate family)

### Fòssils
S'han descrit alguns gèneres prehistòrics d'Elachistidae, només coneguts a partir de fòssils:
- Elachistites Kozlov, 1987
- Microperittia Kozlov, 1987
- Palaeoelachista Kozlov, 1987
- Praemendesia Kozlov, 1987

## Classificació general (antiga)
| - Annetennia Traugott-Olsen, 1995 - Aristoptila Meyrick, 1932 - Atmozostis Meyrick, 1932 - Atrinia Sinev, 1992 - Austriana Traugott-Olsen, 1995 - Atmozostis Meyrick, 1932 - Bradleyana Traugott-Olsen, 1995 - Calamograptis Meyrick, 1937 (Tineidae) - Canariana Traugott-Olsen, 1995 - Cryphioxena Meyrick, 1921 (Bucculatricidae) - Dicasteris Meyrick, 1906 - Dicranoctetes Braun, 1918 - Elachistoides Sruoga, 1992 - Eupneusta Bradley, 1974 - Gibraltarensis Traugott-Olsen, 1996 - Habeleria Traugott-Olsen, 1995 - Holstia Traugott-Olsen, 1995 - Illantis Meyrick, 1921 - Kumia Falkovich, 1986 | - Kuznetzoviana Traugott-Olsen, 1996 - Mendesina de Joannis, 1902 - Microplitica Meyrick, 1935 - Ogmograptis Meyrick, 1935 (Bucculatricidae) - Paraperittia Rebel, 1916 - Perittoides Sinev, 1992 - Petrochroa Busck, 1914 - Phaneroctena A.J.Turner, 1923 (Cosmopterigidae) - Phthinostoma Meyrick, 1914 - Polymetis Walsingham, 1908 - Proterochyta Meyrick, 1918 (Scythrididae) - Sineviana Traugott-Olsen, 1995 - Sruogania Traugott-Olsen, 1995 - Symphoristis Meyrick, 1918 - Whitebreadia Traugott-Olsen, 1995 |